# 戴新
戴新，字景壹，山東平度人。明朝政治人物、進士。
永樂二年，其中進士三甲第二百零四名，授庶吉士，侍東宮講讀，后累任至雲南右布政使。兩次征討麓山，其負責處理糧草後勤，有功勞。